# Siechenhof (Luxemburg)

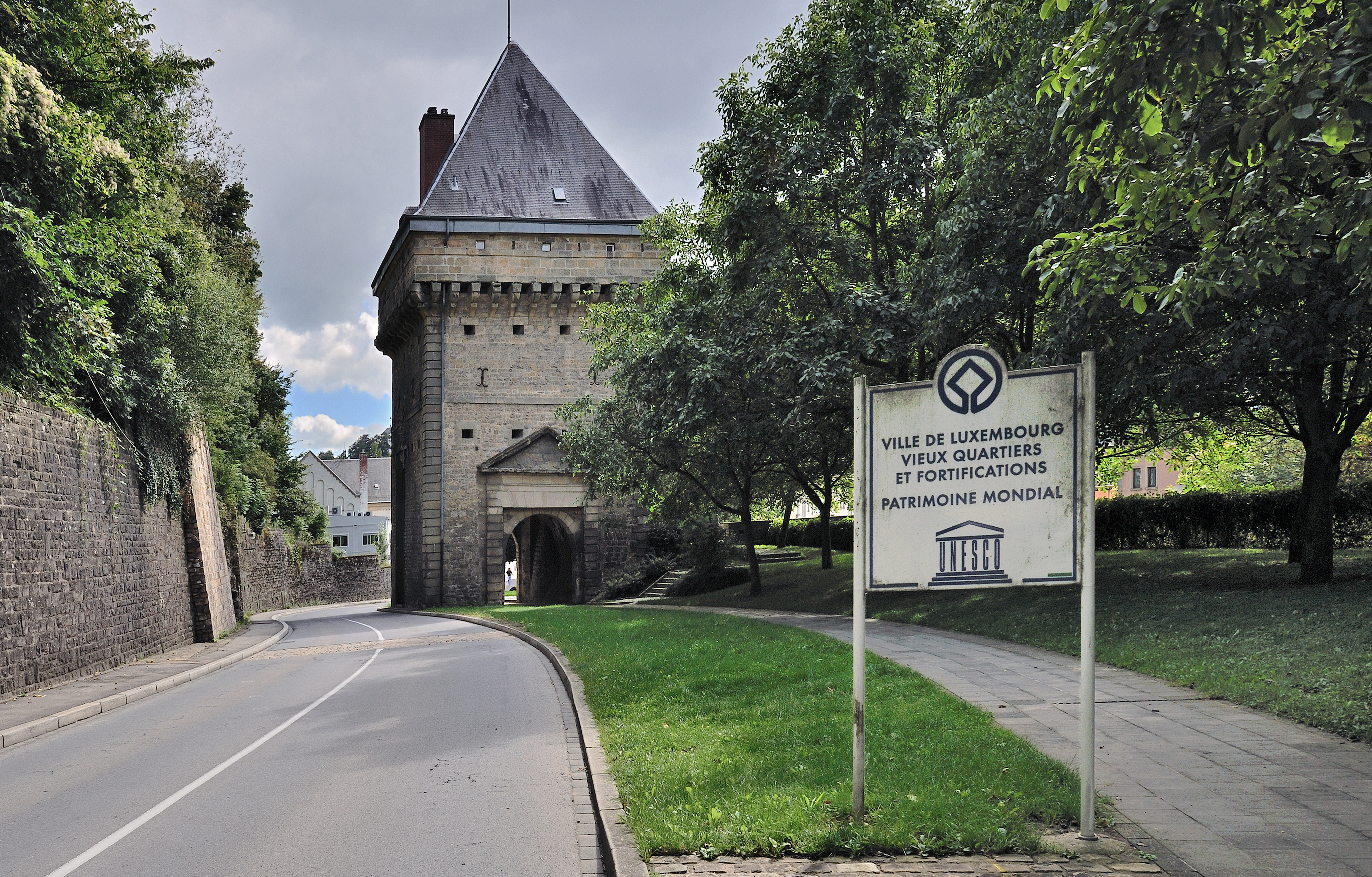
Siechentor (Sichepaart)

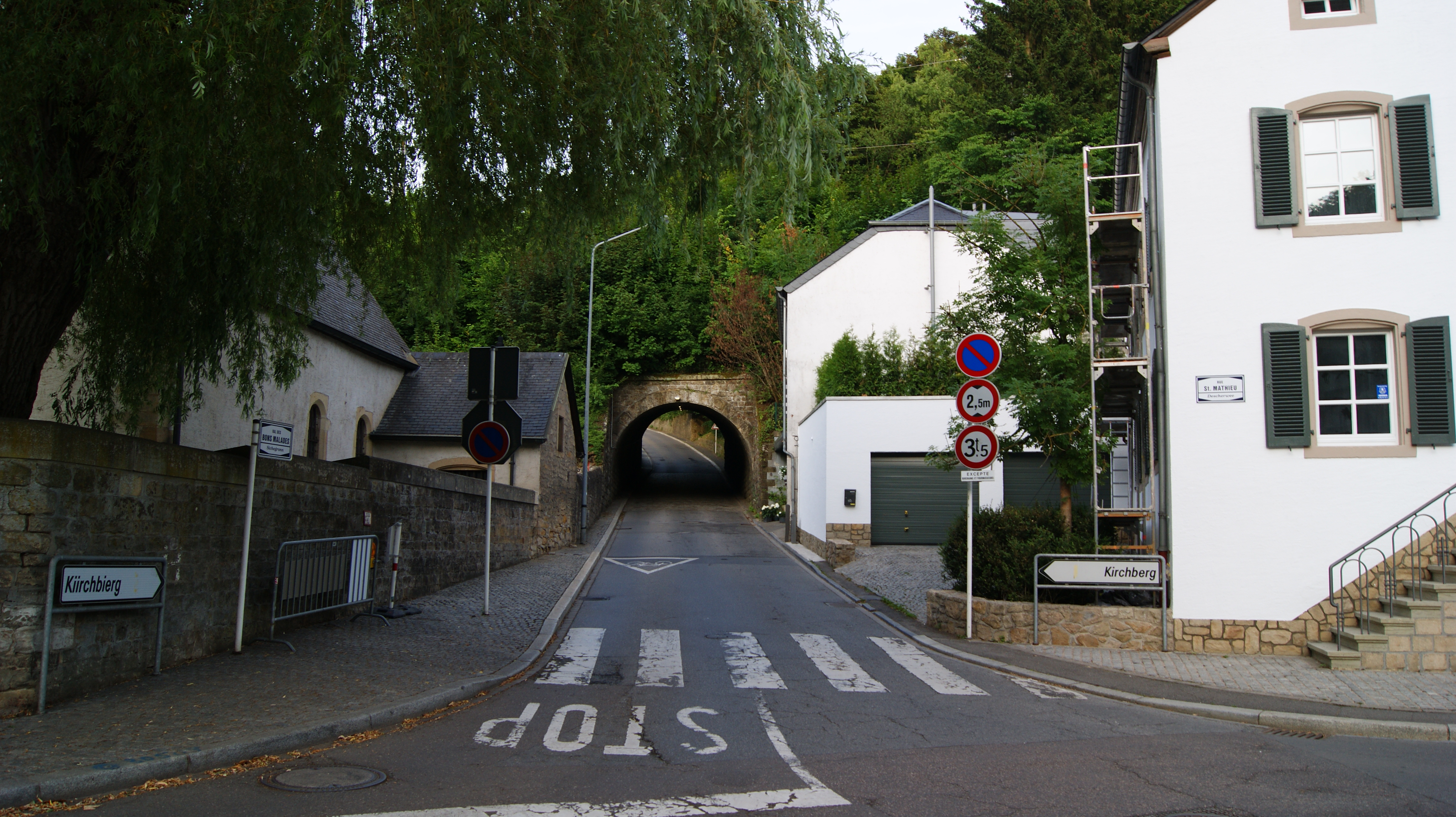
Auffahrt des Siechengrund (Sichegronn), links die Friedhofskapelle Siechenhof

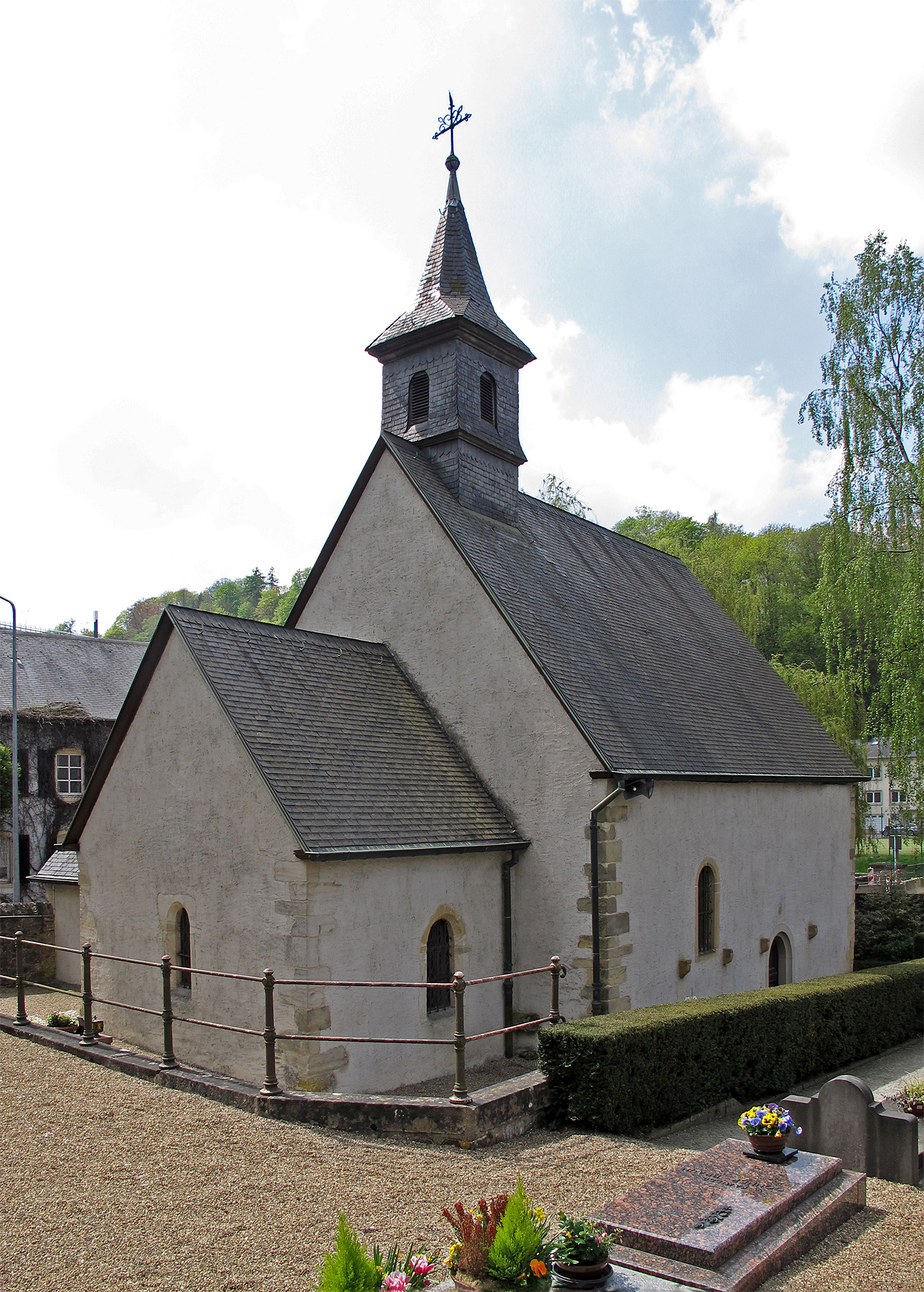
Kapelle Siechenhof

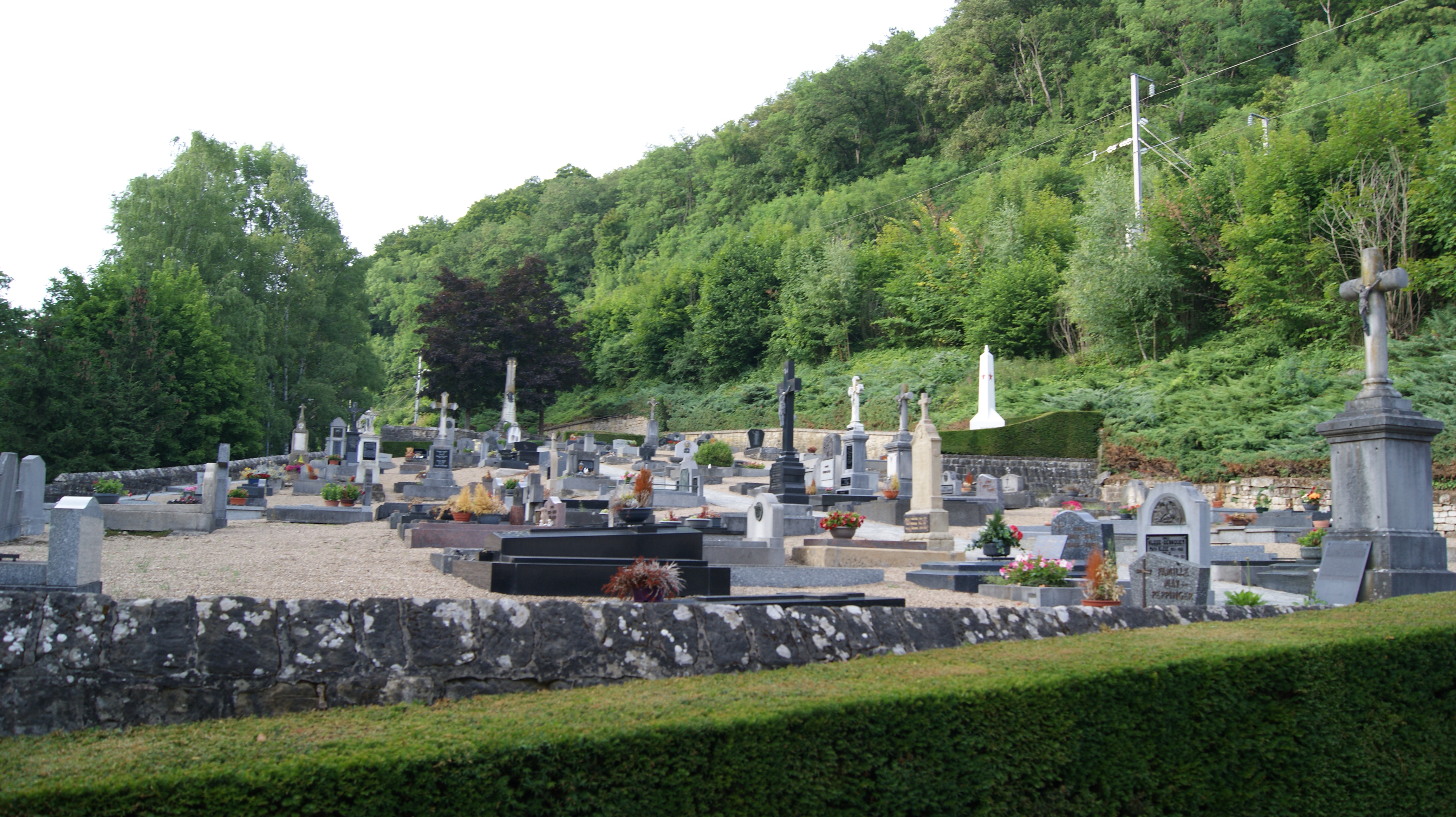
Friedhof Siechenhof (unterer Teil bei der Kapelle)

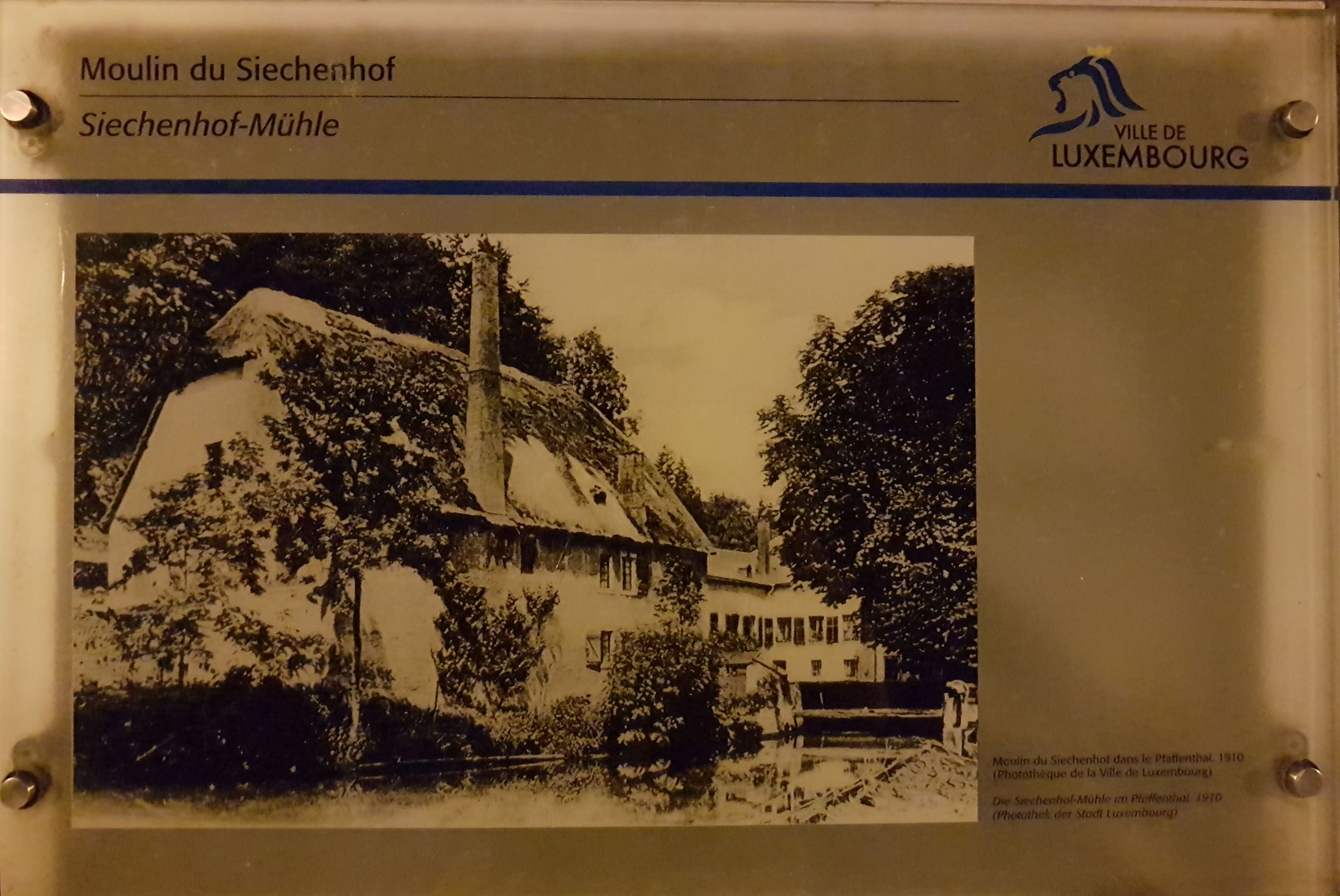
Erinnerungstafel an die Siechenhof-Mühle

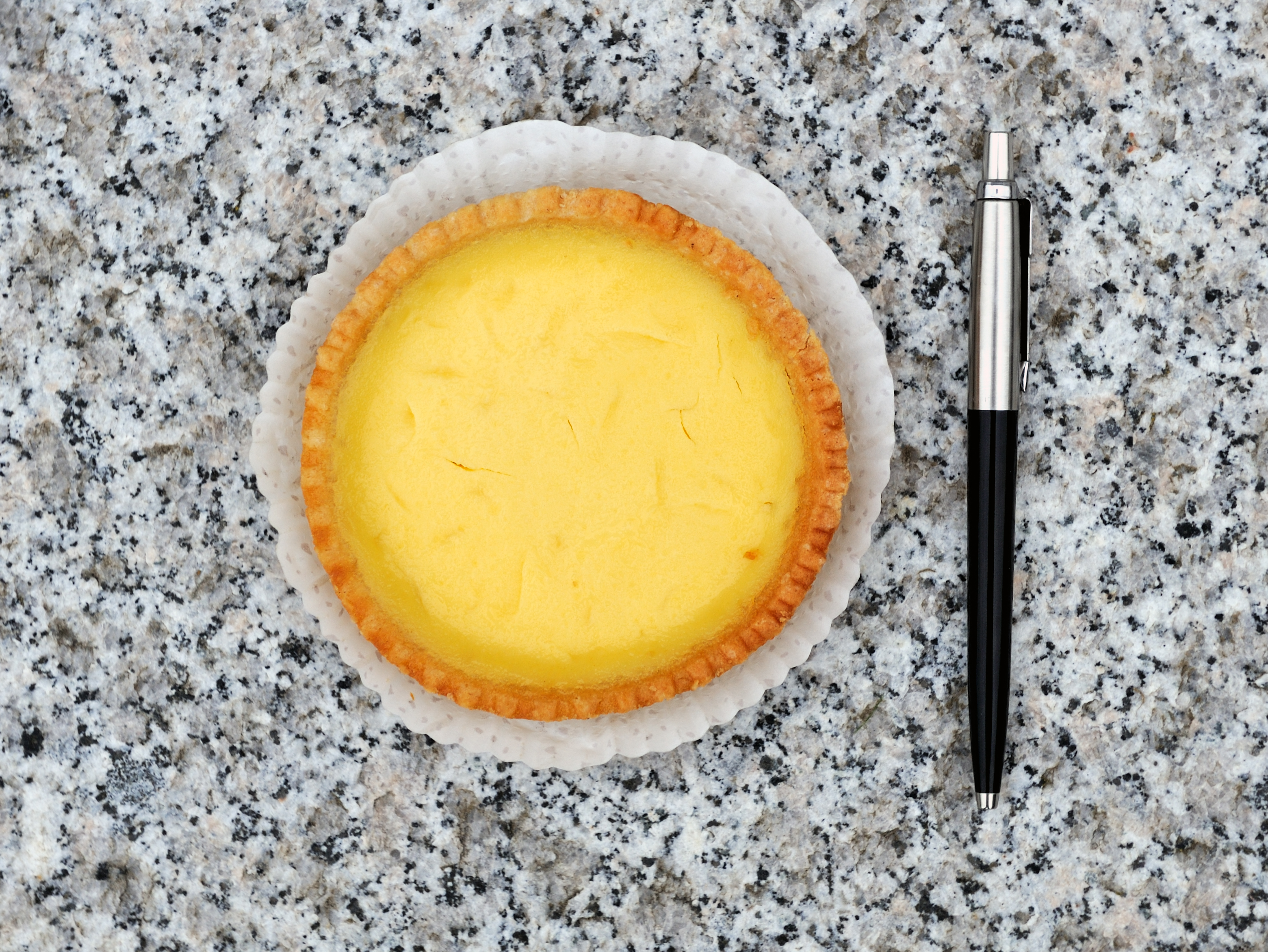
Eierfladen (Eeërfliedchen)

Siechenhof (luxemburgisch Sichenhaff, auch: Sichegronn, Seechengrund oder Val des Bons-Malades genannt) ist ein Teil des Stadtviertels Pfaffenthal (luxemburgisch Pafendall) in der Stadt Luxemburg im Großherzogtum Luxemburg. Siechenhof liegt im Tal der Alzette zwischen dem Altstadt-Zentrum Luxemburgs und dem Kirchberg-Plateau.
Siechenhof beginnt im Pfaffenthal mit dem Siechentor (luxemburgisch Sichepaart, französisch Porte des Bons-Malades) und grenzt an den Stadtteil Eich. Als Siechengrund (luxemburgisch Sichegronn, französisch Val des Bons-Malades) ist die Straße, welche vom Friedhof zum Kirchberg hinauf führt, benannt.

## Name und Geschichte
Der Name Siechenhof geht auf ein Siechenhaus (französisch Leproserie, siehe auch: Leprosorium) zurück, das vom Beginn des 13. Jahrhunderts bis etwa 1770 außerhalb der Festung Luxemburg existierte. Das genaue Datum, an dem die Lepra in Luxemburg erstmals festgestellt wurde, ist unbekannt. In einem Dokument der Gräfin Ermesinde von Luxemburg von 1238 wurde der Aussatz genannt. Ab dem 13. Jahrhundert kann daher davon ausgegangen werden, dass Lepra (Aussatz) in Luxemburg jedenfalls bekannt war. Auch in Luxemburg bestand Jahrhundertelang die Angst vor den Aussätzigen und wurde die einzige Möglichkeit des Schutzes vor Ansteckung darin gesehen, kranke Menschen vom Rest der Bevölkerung dauerhaft zu isolieren. Neben dem Siechenhof (Leprosorium) standen weitere Gebäude beim Friedhof und um die heutige Friedhofs-Kapelle (Chapelle Saint-Pierre Martyr). Es wird heute davon ausgegangen, dass diese ebenfalls Wohnstätten der Aussätzigen waren. Ab 1514 begann eine Bruderschaft sich um die Aussätzigen zu kümmern und übernahm die Verwaltung der Gemeinschaftsgüter, die vor allem aus Schenkungen stammten. Hilfsbereite Menschen begannen am Fliederchersdag zugunsten der Aussätzigen selbstgebackene Eiertörtchen zu verkaufen.
Von diesem Siechenhauskomplex ist heute noch der Friedhof (französisch Cimetière Sichenhaff oder auch Cimetière des Bons Malades) und die Kapelle erhalten, die heute als Leichenhalle auf dem Friedhof Siechenhof dient. Die Friedhofs-Kapelle wurde 1982 renoviert. Auf der anderen Seite der Alzette befand sich die Siechenhof-Mühle (französisch Moulin de Siechenhof). Der Friedhof Siechenhof wird durch die Eisenbahnlinie geteilt. Im westlichen Teil, in der Nähe der Kapelle, befinden sich z. B. das Grabmal von Laurent Menager und von zwei im luxemburgischen Exil verstorbenen Mitgliedern der Pariser Kommune: François SORDET und Auguste Joseph MARTIN. Es waren dies zwei Kommunarden, die nach den Blutwochenmassakern aus Frankreich geflohen sind. Im östlichen Teil des Friedhofs befindet sich ein Grabdenkmal zum Gedenken an die französischen Soldaten, die im Deutsch-Französischen Krieg (1870/1871) in Luxemburg ums Leben kamen.
2015 wurde in Siechenhof, an der Rue Saint-Mathieu (Descherwee), der neue Bahnhof Kirchberg-Pfaffenthal (neben der Großherzogin-Charlotte-Brücke) auf der Eisenbahnstrecke Luxemburg – Ulflingen (französisch Troisvierges, luxemburgisch Ëlwen), zusammen mit der Talstation der Standseilbahn Pfaffenthal-Kirchberg errichtet und 2017 in Betrieb genommen.
Neben dem Friedhof Siechenhof, sind daher heute die Großherzogin-Charlotte-Brücke, die Standseilbahn auf den Kirchberg mit der neuen Eisenbahnstation die dominierenden Bauwerke im bzw. über dem Ortsteil Siechenhof.

## Fliederchersdag
Am dritten Sonntag nach Ostern wird in Siechenhof und Pfaffenthal der Fliederchersdag gefeiert. Seit den 1970er-Jahren hat der lokale Interesseveräin Pafendall-Sichenhaff diese Tradition wiederbelegt und verteilt jedes Jahr am davorigen Samstag, nach einer Messfeier in der Kapelle, die vom Pfarrer gesegneten Fliedercher (Diminutiv von Fladen), auch als Eeërfliedercher (Eierfladen) oder Blatzfliedercher (in Bezug auf die aufgeplatzten Augen von Leprakranken) bekannt.